# Nahangbagrus songamensis
Nahangbagrus songamensis es una especie de pez de la familia Amblycipitidae en el orden de los Siluriformes.

## Hábitat
Es un pez de agua dulce.